# Myosin

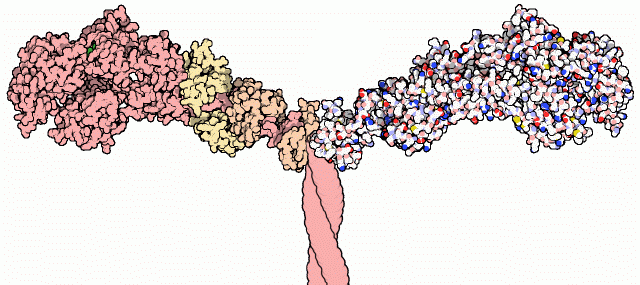
Myosinová hlavička

Myofibrily složené z aktinu a myosinu a tvořící jedno sarkomeru – schéma

Myosin, někdy také myozin nebo svalník (zast.), je označení pro skupinu proteinů řazených mezi tzv. molekulární motory, které jsou za pomoci hydrolýzy ATP schopny vytvářet sílu a aktivní směrovaný pohyb v buňce. Vážou se na aktin, spolu s nímž a dalšími proteiny jsou zodpovědné za svalový stah; dále se také podílejí na aktivním vnitrobuněčném transportu váčků a pohybu membrán. Vyskytují se u eukaryotických organismů, včetně např. rostlin.

## Struktura a typy
Dodnes bylo odhaleno asi 150 genů kódujících myosiny a tvořících tzv. myosinovou superrodinu. Rozdělují se do asi 18 tříd označovaných římskými číslicemi I–XVIII. Všechny mají přibližně společnou strukturu: globulární hlavičku, jež se váže na aktin a též hydrolyzuje ATP, „krk“ s regulačními místy pro vazbu kalmodulinu a konečně dlouhý ocásek. Právě ocáskovitá („tail“) doména vykazuje nejvyšší rozmanitost a je schopná se vázat na celou řadu buněčných struktur.
- Myosin I – monomerický myosin, který má vazebná místa pro váčky – transport po aktinových vláknech
- Myosin II – struktura tvořena více molekulami – transport membránových struktur, patří sem však i svalové myosiny zajišťující svalový stah